# Pithara
Pithara är en ort i Australien. Den ligger i kommunen Dalwallinu och delstaten Western Australia, omkring 190 kilometer nordost om delstatshuvudstaden Perth. Antalet invånare är 341.
Trakten runt Pithara är nära nog obefolkad, med mindre än två invånare per kvadratkilometer.. Närmaste större samhälle är Dalwallinu, omkring 12 kilometer norr om Pithara.
Trakten runt Pithara består till största delen av jordbruksmark. Genomsnittlig årsnederbörd är 373 millimeter. Den regnigaste månaden är september, med i genomsnitt 55 mm nederbörd, och den torraste är december, med 13 mm nederbörd.